# Achias longividens
Achias longividens är en tvåvingeart som beskrevs av Walker 1859. Achias longividens ingår i släktet Achias och familjen bredmunsflugor. Inga underarter finns listade i Catalogue of Life.